# Radek Pilař (lední hokejista)
Radek Pilař (* 8. července 1996 Jičín) je český hokejový útočník a bývalý mládežnický reprezentant, od listopadu 2024 nastupující za A-tým českého mužstva Mountfield HK.

## Hráčská kariéra
Svoji hokejovou kariéru začal v klubu BK Nová Paka, odkud v průběhu mládeže odešel do týmu HC VCES Hradec Králové. Před sezonou 2013/14 zamířil do celku Bílí Tygři Liberec, s jehož starším dorostem získal mistrovský titul. Po roce se vrátil do Hradce a juniorskému výběru částečně pomohl k postupu do extraligy. Zároveň si v ročníku 2014/15 připsal starty v mužské kategorii v dresu mužstva NED Nymburk ze druhé ligy. V následující sezoně debutoval také v "áčku" Hradce Králové působícího v nejvyšší soutěži. V dalších letech hrál za královéhradeckou juniorku, A-tým a Stadion Litoměřice, prvoligovou farmu Hradce Králové. V sezóně 2022/2023 se dostal s týmem Mountfield HK do finále proti týmu HC Oceláři Třinec. Mountfield prohrál finále na série 4:2.

## Jednotlivé sezony
- 2009/2010 HC VCES Hradec Králové - mládež
- 2010/2011 HC VCES Hradec Králové - mládež
- 2011/2012 HC VCES Hradec Králové - mládež
- 2012/2013 Královští lvi Hradec Králové - mládež
- 2013/2014 Bílí Tygři Liberec - mládež
- 2014/2015 Mountfield HK - mládež, A-tým (Česká extraliga), NED Nymburk (2. česká liga)
- 2015/2016 Mountfield HK - mládež, A-tým (Česká extraliga)
- 2016/2017 HC Stadion Litoměřice (1. liga)
- 2017/2018 Mountfield HK ELH
- 2018/2019 Mountfield HK ELH
- 2019/2020 Mountfield HK ELH
- 2020/2021 Mountfield HK ELH
- 2021/2022 Mountfield HK ELH
- 2022/2023 Mountfield HK ELH
- 2023/2024 Mountfield HK ELH
- 2024/2025 LHK Jestřábi Prostějov (1. liga)
- 2024/2025 Mountfield HK ELH, SC Marimex Kolín (1. liga)

## Reprezentační kariéra
Radek Pilař je bývalý mládežnický reprezentant, nastupoval za české výběry do 16 a 17 let.